# MMo – Lambro, Lombarda und Milano
Die MMo – Lambro, Lombarda und Milano waren die ersten Dampflokomotiven der Eisenbahn Mailand–Monza (MMo).
Die drei Maschinen wurden 1839 von Rennie in London gebaut.
Sie hatten Außenrahmen sowie Innenzylinder und waren eigentlich für ihre Zeit etwas unterdimensioniert.
Die drittgelieferte Lokomotive hatte etwas andere Kennzahlen (vgl. Tabelle).
Bei der MMo erhielten sie die Namen LAMBRO, LOMBARDA und MILANO.
Als die MMo 1851 verstaatlicht wurde, kamen sie mit denselben Namen zur Lombardisch-venetianischen Staatsbahn (LVStB).
Alle drei wurden vor 1856 ausgemustert.